# Anna van Eppstein-Königstein

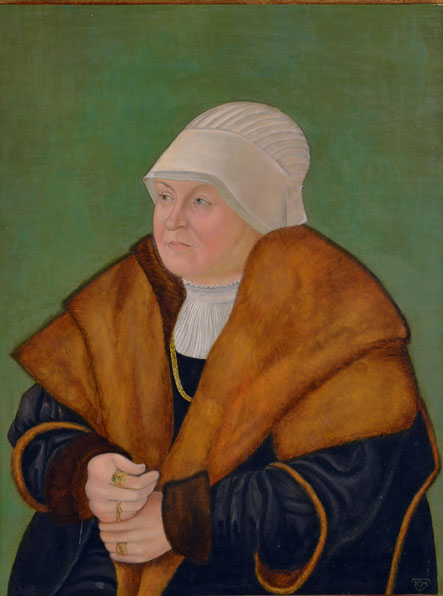
Anna van Eppstein-Königstein

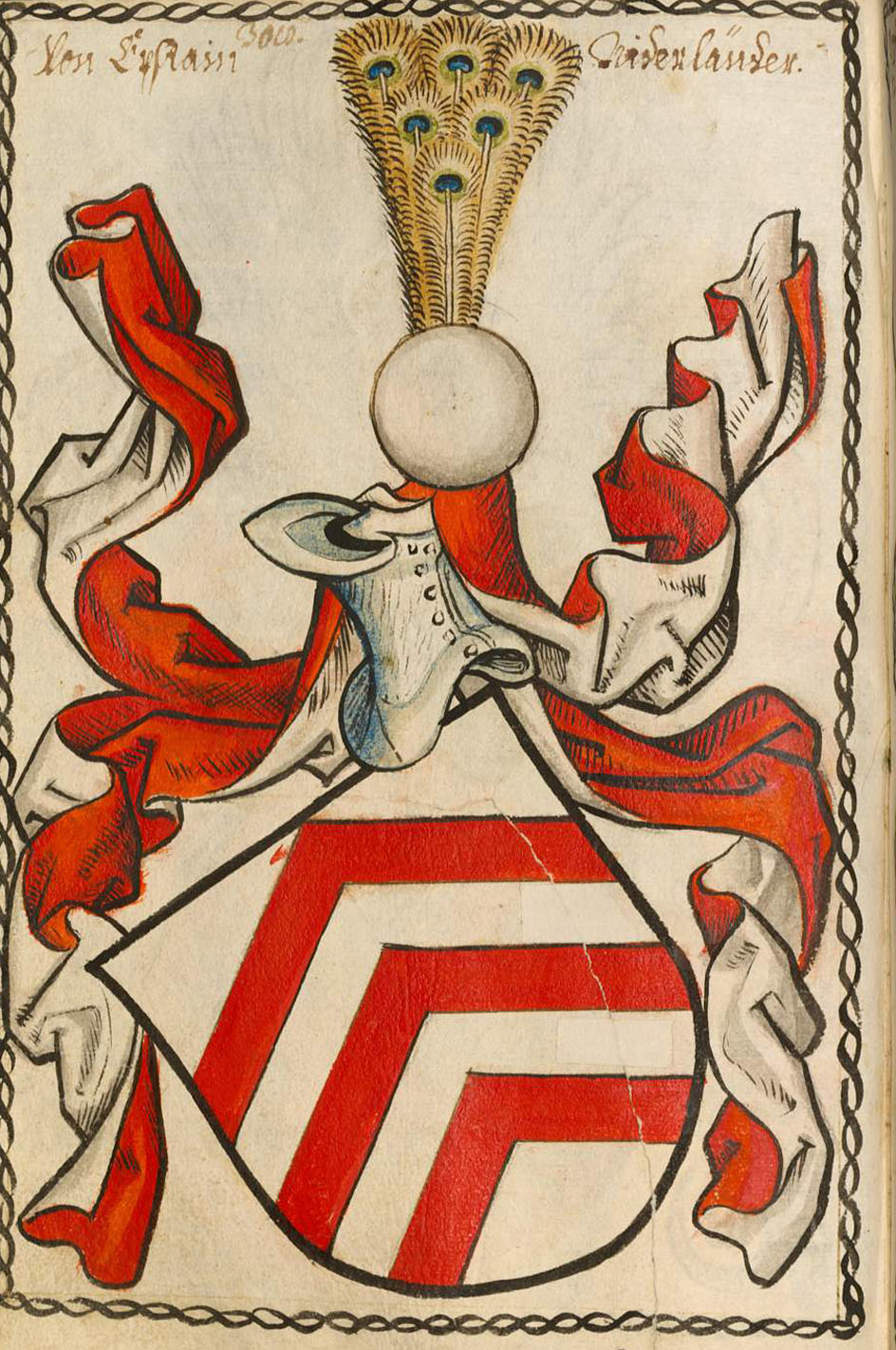
Het wapen van Eppstein

Anna van Eppstein-Königstein (Königstein, 1481 – Stolberg, 7 augustus 1538) was de moeder van Juliana van Stolberg en daarmee een grootmoeder van Willem van Oranje (1533-1584). Anna was een zuster van Eberhard IV von Eppstein, de uiteindelijk laatste mannelijke telg van het geslacht Eppstein en die sinds 1505 ook graaf van Königstein was.

## Biografie
Anna was de dochter van Filips I van Eppstein en Louise de la Marck. Haar vader overleed in haar geboortejaar en haar moeder in 1524. Zij had drie oudere broers, Eberhard (ca. 1474-1535), Philipp (1476-1509) en Georg (1478-1527). Haar moeder moest toen haar man was overleden van de voogden van haar kinderen verhuizen naar Butzbach en nam daarbij de toekomstige bruidsschat voor haar dochtertje Anna mee.
Op 24 augustus 1500 trouwde Anna met Botho van Stolberg-Wernigerode, die in 1511 zijn vader zou opvolgen als Botho III. Uit dit huwelijk werden dertien kinderen geboren, onder wie Juliana van Stolberg (1506-1580), de moeder van Willem van Oranje. Op 28 november 1499 stemde aartsbisschop Berthold van Mainz in met het voorgenomen huwelijk. Met het huwelijk werd de macht van het Huis Stolberg in het gebied van de Rijn en de Main verder gevestigd.
Enkele van haar kinderen, onder wie Juliana, werden naar haar kinderloze broer Eberhard toegestuurd om verder te worden opgevoed. In een brief aan haar broer schreef Anna dat hij de kinderen naar eigen inzicht mocht opvoeden, maar op grapjes maken mocht hij niet besparen.
Haar oudste dochter, die ook Anna heette, werd – met pauselijke toestemming – op jonge leeftijd abdis van de Abdij van Quedlinburg. Dochter Juliana werd eveneens katholiek opgevoed. Anna's man stond evenwel positief tegenover leeftijdsgenoot Luther (1483-1546) en zijn reformatie.
Toen Eberhard, die getrouwd was met Katharina von Weinsberg, in 1535 kinderloos overleed werden de zonen van Anna diens erfgenaam. In 1521 had Eberhard al toestemming gekregen van keizer Karel V om de lenen aan de zonen van Anna te doen overgaan na zijn dood. Eerst erfde haar zoon Ludwig, die in 1574 overleed, en daarna Christoph. Via Anna kwamen daarom de heerlijkheid Eppstein en het graafschap Königstein in handen van de familie Stolberg.